# Estadio Hadzhi Dimitar
Hadzhi Dimitar Stadium (en búlgaro: Стадион Хаджи Димитър) es un estadio multiuso situado en la ciudad de Sliven, Bulgaria, estadio del OFC Sliven 2000.
Tiene una capacidad para 10 000 personas. 